# Tony Marshall
Tony Marshall właśc. Herbert Anton Hilger (ur. 3 lutego 1938 w Baden-Baden zm. 16 lutego 2023 tamże) – niemiecki piosenkarz, śpiewak operowy i osobowość telewizyjna.

## Życiorys
Urodził się w Baden-Baden jako Herbert Anton Bloeth (później zmienił nazwisko na Hilger, będące panieńskim nazwiskiem matki). Kształcił się jako śpiewak operowy na Uniwersytecie Muzycznym w Karlsruhe. W 1968 roku otworzył własny pub w swoim rodzinnym mieście.
W 1971 roku wydał swój pierwszy hitowy singel „Schöne Maid” (rok później wydany także w wersji anglojęzycznej „Pretty Maid”). Utwór dał mu międzynarodową sławę. W kolejnych latach wydał szlagiery takie jak Komm gib mir deine Hand (1971), Ich fang' für euch den Sonnenschein (1972), Junge, die Welt ist schön (1973) czy Bora Bora (1978). W listopadzie 1978 nagrał niemiecką wersję piosenki Looking for Freedom Marca Seaberga pod tytułem Auf der Straße nach Süden.
Od 1982 do 1999 roku prowadził swój własny program muzyczny w ZDF Laß das mal den Tony machen. W latach 2000–2004 był prezenterem programu muzycznego Fröhlicher Feierabend na antenie SWR. W 2005 zagrał rolę Tewje w musicalu Skrzypek na dachu we frankfurckim Volkstheater, a w 2008 partię Papagena w Czarodziejskim flecie. 
W ciągu swojej kariery sprzedał około 20 milionów płyt. W 2021 ukazał się jego ostatni album Der letzte Traum. Zmarł po długiej chorobie w wieku 85 lat.
Był żonaty. Miał troje dzieci.

## Odznaczenia
W 1998 roku Marshall został odznaczony Orderem Zasługi Republiki Federalnej Niemiec. 
W 2008 władze atolu Bora Bora na Morzu Południowym nadał mu tytuł honorowego obywatela ze względu na jego przebój z 1978 roku o tej samej nazwie, który spopularyzował wyspę.